# Australobolbus nitens
Australobolbus nitens es una especie de coleóptero de la familia Geotrupidae.

## Distribución geográfica
Habita en Australia.